# Wohn- und Geschäftshaus Am Markt 3
Das Wohn- und Geschäftshaus Am Markt 3 bei der Oste in der niedersächsischen Samtgemeinde Land Hadeln, Gemeinde Osten, im Landkreis Cuxhaven, stammt vom Anfang des 20. Jahrhunderts. Aktuell (2024) wird es als Wohnhaus genutzt.
Das Gebäude steht unter Denkmalschutz (siehe auch Liste der Baudenkmale in  Osten (Oste)).

## Geschichte und Beschreibung
Zwischen Am Markt, Fährstraße, Kirchstraße und Deichstraße stehen denkmalgeschützte Gebäudegruppen (Gasthaus Am Markt Nr. 1, Wohnhäuser Am Markt Nr. 2, Nr. 3, Deichstraße Nr. 14 und Nr. 16), der Speicher (Fährstraße 8b) sowie die Kirche St. Petri von 1747 und weitere Gebäude an der Deichstraße (6 bis 10) und Am Markt (3 und 5). Das Gebiet hat sich erst ab dem 14. Jahrhundert entwickelt als 1396 eine Vorgängerkirche entstand, nachdem eine Kirche auf dem Dubben durch eine Sturmflut zerstört worden war.

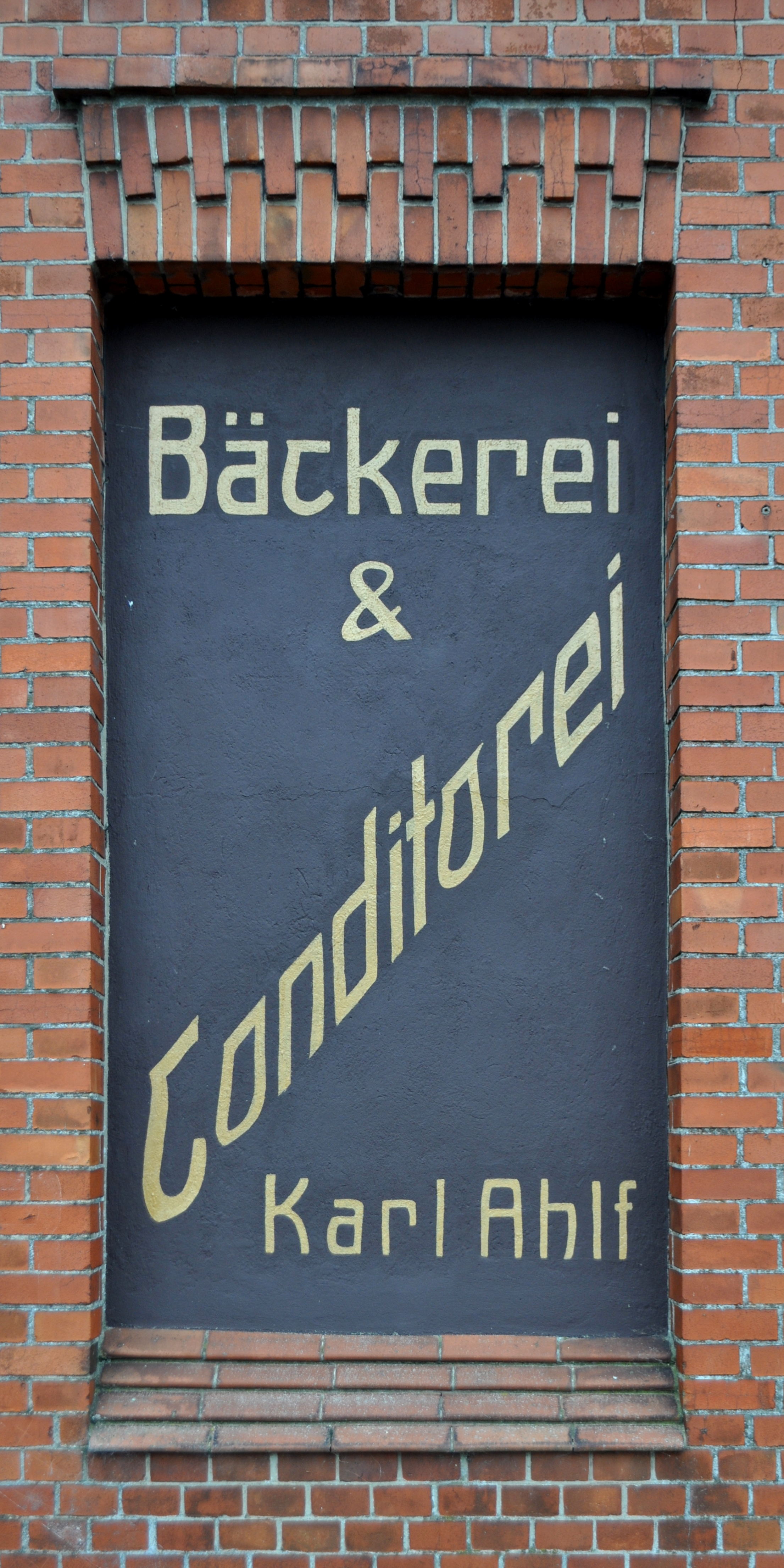
Schild

Das zweigeschossige traufständige verklinkerte Eckgebäude in Backstein auf Sockel, mit hohlpfannengedecktem Mansarddach, wurde um 1908 für die Bäckerei Ahlf gebaut. Ein Mittelrisalit mit Eingangstür und dreistufiger Freitreppe sowie Balkon mit schmiedeeisernem Geländer gliedert die südwestliche Seite; im Walm befindet sich eine später aufgesetzte Gaube. An der nordöstlichen Seite steht ein eingeschossiger Backsteinbau mit Drempelgeschoss und mit Satteldach. Die Fassaden sind verziert mit markanten Trauf- und Gurtgesimsen sowie Fenster- und Türverdachungen.
Hier war bis um 2000 die Bäckerei & Conditorei Karl Ahlf.
Das Landesdenkmalamt befand u. a.: „… Bestandteil der historischen Platzrandbebauung …“